# Blepharita juncta
Blepharita juncta är en fjärilsart som beskrevs av Barend J. Lempke 1941. Blepharita juncta ingår i släktet Blepharita och familjen nattflyn. Inga underarter finns listade i Catalogue of Life.